# تسونگ-دائو لی
تسونگ-دائو لی (به انگلیسی: Tsung-Dao Lee) (زادهٔ ٢۴ نوامبر ١٩٢۶ – درگذشتهٔ ۴ اوت ۲۰٢۴) نظریهٔ فیزیک بود که بیش از سی سال بسیاری از پژوهش‌های هسته‌ای را هدایت می‌کرد. او در شانگهای زاده شد و در دانشگاه شانگهای در همان‌جا درس خواند؛ پس از جنگ جهانی دوم به ایالات متحده آمریکا مهاجرت و در دانشگاه شیکاگو ثبت نام کرد و در همان‌جا برای دکتری پذیرفته شد. در شیکاگو، تحت نظر ادوارد تلر، فیزیکدان هسته‌ای کار کرد و در ۱۹۵۰ دکترای خود را گرفت. سال بعد او یک کمک هزینهٔ پژوهشی را در مؤسسه مطالعات پیشرفته در پرینستون نیوجرسی پذیرفت.
او در پرینستون با دانشمندی چینی به نام چن نینگ یانگ دیداری دوباره داشت. دو سال بعد، لی استاد دانشگاه کلمبیا در شهر نیویورک شد. او و یانگ همچنان به ملاقات‌های هفتگی خود ادامه می‌دادند و دربارهٔ ذرات بنیادی مطالعه و پژوهش می‌کردند.
وی در ۴ اوت ۲۰٢۴ به‌دلیل کهولت سن درگذشت.
1. ↑  TABNAK، تابناک | (۱۴۰۳/۰۵/۱۷ - ۱۵:۱۱). «جوان‌ترین برنده جایزه نوبل فیزیک در 97 سالگی درگذشت». fa. دریافت‌شده در 2024-08-08. تاریخ وارد شده در |تاریخ= را بررسی کنید (کمک)